# Werningshausen

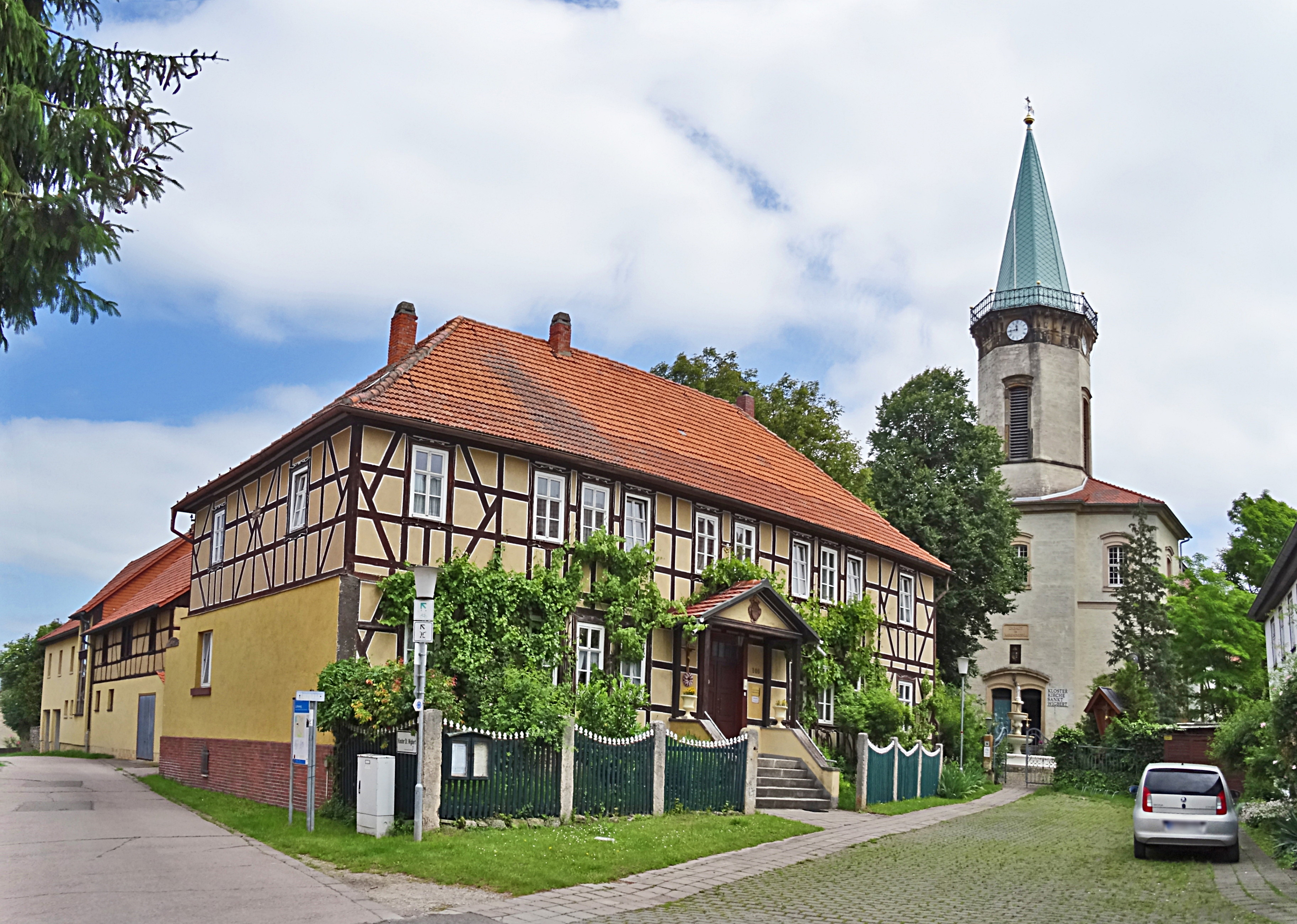
Dorfkirche und Pfarrhaus

Werningshausen ist eine Gemeinde im Landkreis Sömmerda in Thüringen. Sie gehört der Verwaltungsgemeinschaft Straußfurt an, die ihren Verwaltungssitz in der Gemeinde Straußfurt hat.

## Geografie
Werningshausen liegt im Thüringer Becken an der Gramme, einem Nebenfluss der Unstrut. Im Süden des Ortes mündet die Schmale Gera in die Gramme.
Obwohl nicht an diesem Fluss gelegen, führt der Unstrut-Radweg – zwischen Haßleben und Wundersleben – durch Werningshausen.

## Geschichte

### Von der Vorgeschichte bis 1700
Die Umgebung von Werningshausen ist reich an archäologischen Funden seit der Jungsteinzeit. Der zweite Namensteil „-hausen“ zeigt eine fränkische Ortsgründung an. Die urkundliche Ersterwähnung des Ortes stammt aus der Zeit von 750 bis 802: Damals übertrug ein Hadamar ein Gut in „Weremgereshusen“ an das Kloster Fulda. 1255 wurden Grafen von Gleichen Lehnsherren des Dorfes. Daneben gab es später weitere Herrschaften. 1483 wurde statt der bisherigen Kapelle eine Kirche am gleichen Standort gebaut. Der hohe Kirchturm mit vielen Bogenfenstern hieß auch „Thüringische Jungfrau“. 1485 erhielt das Herzogtum Sachsen die Lehnshoheit über Werningshausen. 1529 wurde die Reformation im Ort eingeführt, der erste lutherische Pfarrer hieß Johann Bach. Um diese Zeit entstand die erste Knabenschule des Dorfs. 1559 wurde an der Gramme-Furt, über die die Magdeburger Handelsstraße führte, ein Geleitstein gesetzt. Er ist noch erhalten und zeigt auf seiner Nordseite das kursächsische Wappen und das der Stadt Weißensee. 1620 wurde auch eine Schule für „Mägdelein“ gegründet. 1631 starb der letzte Gleichen-Graf, an seine Stelle traten in der oberen Grafschaft Gleichen die Grafen von Hohenlohe. Im Dreißigjährigen Krieg war 1636 Werningshausen Hauptquartier im schwedischen Belagerungsring um Erfurt. 1637 wurde es durch kaiserliche Truppen geplündert, es folgten Hungersnot und Typhus. Die Wirtschaft lag völlig darnieder. 1683 forderte eine Pest-Epidemie unter den 600 Einwohnern 220 Todesopfer. 1687 wurde – unter Erhaltung des Turms – die alte Kirche abgetragen und eine neue erbaut.

### 1700 bis 1900
1725 vernichtete eine Brandstiftung 48 Häuser, die Täter wurden hingerichtet. 1750 wurde ein neues Pfarrhaus gebaut (das heute noch existierende). 1773 zerstörte ein Großbrand fast das ganze Dorf, auch die Kirche samt Turm brannten aus. Das Kirchenschiff (das heutige) wurde von 1773–1776 in bescheidenem Rokoko-Stil neu gebaut, der Turm – die „Thüringische Jungfrau“ – blieb zunächst funktionslos stehen. Der Wiederaufbau des Ortes erfolgte in aufgelockerter Bauweise, mit breiten Straßen, einem großen zentralen Platz anstelle des früheren Dorfkerns, Ziegeldächern und einer Vorstadt. Werningshausen wurde von den Nachbargemeinden und dem Fürsten von Hohenlohe beim Wiederaufbau unterstützt. 1774 begradigte man die Gramme und legte einen Flutgraben an.
1806 plünderten französische Soldaten den Ort, der dann über Jahre schwer unter Kontributionen zu leiden hatte. Von November 1813 bis März 1814 grassierte während der Belagerung des französisch besetzten Erfurts durch Preußen und Russen das Lazarettfieber, an dem 20 Werningshäuser starben. Von etwa 1820 bis 1874 wurde bei Werningshausen die Torfstecherei ausgeübt. 1833 konnte mit Genehmigung der Regierung in Gotha zum ersten Mal eine Gemeindeverwaltung durch die Einwohner gewählt werden. 1838 wurde die erste Apotheke im Ort eingerichtet. Ärzte gab es bereits seit dem 18. Jahrhundert. 1841 wurde der ausgebrannte alte Kirchturm abgetragen, 1842 baute die Gemeinde einen neuen (den jetzigen). Während der Revolution 1848/49 in Deutschland gab es in Werningshausen eine Mobilgarde unter schwarz-rot-goldener Fahne. Anfang der 1850er Jahre wanderten 23 Familien nach Nordamerika aus. 1853 gründete sich eine „Werningshäuser Liedertafel“. 1859 hatte die Gemeinde 950 Einwohner. Die 1868 gebaute Eisenbahnlinie Erfurt–Nordhausen war für die Werningshäuser über Ringleben oder Straußfurt erreichbar. 1871 bildete sich ein Krieger- und Militärverein. 1875 richtete Werningshausen ein großes Sängerfest seiner Liedertafel mit 14 anderen Gesangsvereinen und der Regimentskapelle der „71er“ aus Erfurt aus. 1883 wurden Postagentur und Telegraphenamt eingerichtet.

### 1900 bis 1945
Ab 1909 gab es elektrische Straßenlaternen, gespeist aus der „Gispershäuser Strom-Zentrale“. 1910 konnte ein Schulneubau eingeweiht werden. 1918 musste die Gemeinde im Rahmen der weltweiten Epidemie 29 Grippetote begraben.
1922 kam Werningshausen, das bis 1920 eine Exklave des Herzogtums Sachsen-Gotha war, zum Landkreis Weimar. 1923 wurde ein Denkmal zu Ehren der im Weltkrieg Gefallenen der Gemeinde auf dem Wilhelmsplatz eingeweiht. 1925 hatte der Ort 853 Einwohner. 1927 ging die Bus-Verbindung nach Erfurt in Betrieb. Nach einem Brand wurde 1933 ein neues Hauptgebäude der Cux-Mühle gebaut. 1934 wurde das Gramme-Bett reguliert, 1934 erfolgten umfangreiche Reparaturen an Schule, Pfarrei, Kirche und Kirchturm. Im weiteren Verlauf der 1930er Jahre kam es zu stärkeren Auseinandersetzungen zwischen Kirche und NS-Organisationen, auch zu häufigeren Kirchenaustritten. Im März 1945 wurden Schützengräben und -löcher auf Wilhelmsplatz und Töpfermarkt angelegt. Die Feldarbeit litt unter Tiefflieger-Aktivitäten. Ebenfalls waren während des Krieges Zwangsarbeiter aus Polen in Werningshausen eingesetzt. Noch im März verließ die letzte Wehrmachtseinheit den Ort. Am 10. April 1945 abends nahm US-Artillerie Werningshausen unter Beschuss. Kirchturm und große Glocke wurden getroffen, Kirchenfenster zerbarsten, einige Stallungen und Scheunen brannten. Im „Weißen Roß“ blieben die Amerikaner mit einer Dienststelle, bis sie Anfang Juli von Roter Armee abgelöst wurden.

### 1945 bis 1989
Die Einwohnerzahl stieg nach Kriegsende durch Zustrom von Heimatvertriebenen auf das Doppelte an, 1948 gab es 1.318 Einwohner. Es erfolgten Enteignungen, so der „Schenke“ und von Land der benachbarten Rittergüter Vehra und Wundersleben. Ende 1945 durften die landwirtschaftlichen Genossenschaften ihre Tätigkeit wieder aufnehmen. Von jedem Betrieb ab einem Hektar Land war ein Ablieferungssoll zu entrichten. 1946/47 folgte einer Dürreperiode Hochwasser. Auch 1948 wird noch als „Hungerjahr“ geschildert. 1950 wurde Werningshausen dem Landkreis Erfurt zugeordnet, 1952 dem Landkreis Sömmerda. Das Jahr 1951 brachte erneut Hochwasser und eine Kartoffelkäfer-Plage („Ami-Käfer“). 1952 begann der Bau des Unstrut-Rückhaltebeckens Straußfurt, die Beregnung aus diesem Reservoir brachte ab den 1960er Jahren eine deutliche Ertragssteigerung in der Landwirtschaft. 1958 wurden die LPG „Vorwärts“ und „Einigkeit“, 1960 wurde unter Einschluss der letzten Bauern bei besonderem Zwang die LPG „Fortschritt“ gebildet. Später fasste man sie zum LPG-Typ III mit dem Namen „Einigkeit“ zusammen. In den 1970er Jahren wurden im Rahmen der Industrialisierung der Landwirtschaft Tier- und Pflanzenproduktion getrennt. 1967 verließ der letzte Pfarrer Werningshausen, es gab jahrelang nur noch Vertretungen. Bald boten Kirche und Pfarrhaus einen „jämmerlichen und verlassenen Eindruck“. Auch viele historische Unterlagen gingen verloren.
1973 ließen sich – mit Franz Schwarz – drei Mitglieder einer Brüdergemeinde im Pfarrhaus nieder und begannen mit der Renovierung von Kirche und Pfarrhaus, die „dem Abriß näher als dem Wiederaufbau waren“. 1974 konnte die Wigberti-Kirche wiedereingeweiht werden. In den 1980er Jahren kamen auch sowjetische Soldaten aus Standorten der Region illegal zu Besuchen von Kirche und Kloster.
1972 begann der Bau der Kanalisation, 1975 der einer neuen Wasserleitung. Im Zuge des Baues der Rindermastanlage Henschleben errichtete man am östlichen Ortsausgang Ställe für 1200 Kälber. 1976 wurde der Dorfplatz mit Grünanlagen umgestaltet und die Gemeindeschenke renoviert. Sie wurde als „Bester Dorfclub des Kreises Sömmerda“ ausgezeichnet. Mitte der 1980er Jahre hatte Werningshausen 790 Einwohner. 1987 wurde die Brüdergemeinde Priorat, ab 1989 als Neugründung das Kloster St. Wigberti aufgebaut.

### Ab 1990
Im Mai 1990 konnten im Rahmen der Wende zum ersten Mal wieder ein Bürgermeister und ein Gemeinderat frei gewählt werden. Ab 1991 wurden die Wasserversorgung und Straßen modernisiert, Gasversorgung und Telefon-Anschlüsse installiert. 1992 konnte der erste Bauabschnitt des Klosters feierlich eingeweiht werden. 1993 kam Werningshausen zur Verwaltungsgemeinschaft Straußfurt. 1996 wurde der Wilhelmsplatz umgestaltet, 1999 begann die Errichtung von Neubauten an der Terrasse, im Jahre 2000 die Renovierung der Cux-Mühle, die LPG-Stallungen wurden abgerissen. 2001 wurde der zweite Bauabschnitt des Klosters eingeweiht. 2002 beging Werningshausen seine 1200-Jahr-Feier, 2013 das Kloster Werningshausen sein 40-jähriges Bestehen.

### Einwohnerentwicklung
| - 1683 – 1.600 - 1800 – 1.660 - 1920 – 1.850 - 1948 – 1.318 - 1986 – 1.790 |

| - 1994 – 1.752 - 1995 – 1.752 - 1996 – 1.730 - 1997 – 1.729 - 1998 – 1.738 - 1999 – 1.743 | - 2000 – 754 - 2001 – 753 - 2002 – 748 - 2003 – 746 - 2004 – 743 - 2005 – 737 | - 2006 – 718 - 2007 – 704 - 2008 – 679 - 2009 – 679 - 2010 – 683 - 2011 – 688 | - 2012 – 671 - 2013 – 674 - 2014 – 663 - 2015 – 653 - 2016 – 663 - 2017 – 667 | - 2018 – 651 - 2019 – 662 - 2020 – 662 - 2021 – 653 |

Ab 1990 war – wie überall in den Neuen Bundesländern – ein drastischer Rückgang der Geburten und verstärkter Wegzug junger Leute zu verzeichnen.
 Datenquelle: Thüringer Landesamt für Statistik

## Politik

### Gemeinderat
Der Gemeinderat aus Werningshausen setzt sich aus 8 Ratsfrauen und Ratsherren zusammen.
- Freie Wähler Werningshausen 5 Sitze
- FDP 3 Sitze

(Stand: Kommunalwahl am 26. Mai 2019)

### Bürgermeister
Der ehrenamtliche Bürgermeister Stefan Rudolph wurde am 26. Juni 2022 gewählt. Zuvor waren seit 2004 Hannelore Rost und seit 2016 Mike Eccarius im Amt.

## Kultur und Sehenswürdigkeiten

### Bauwerke

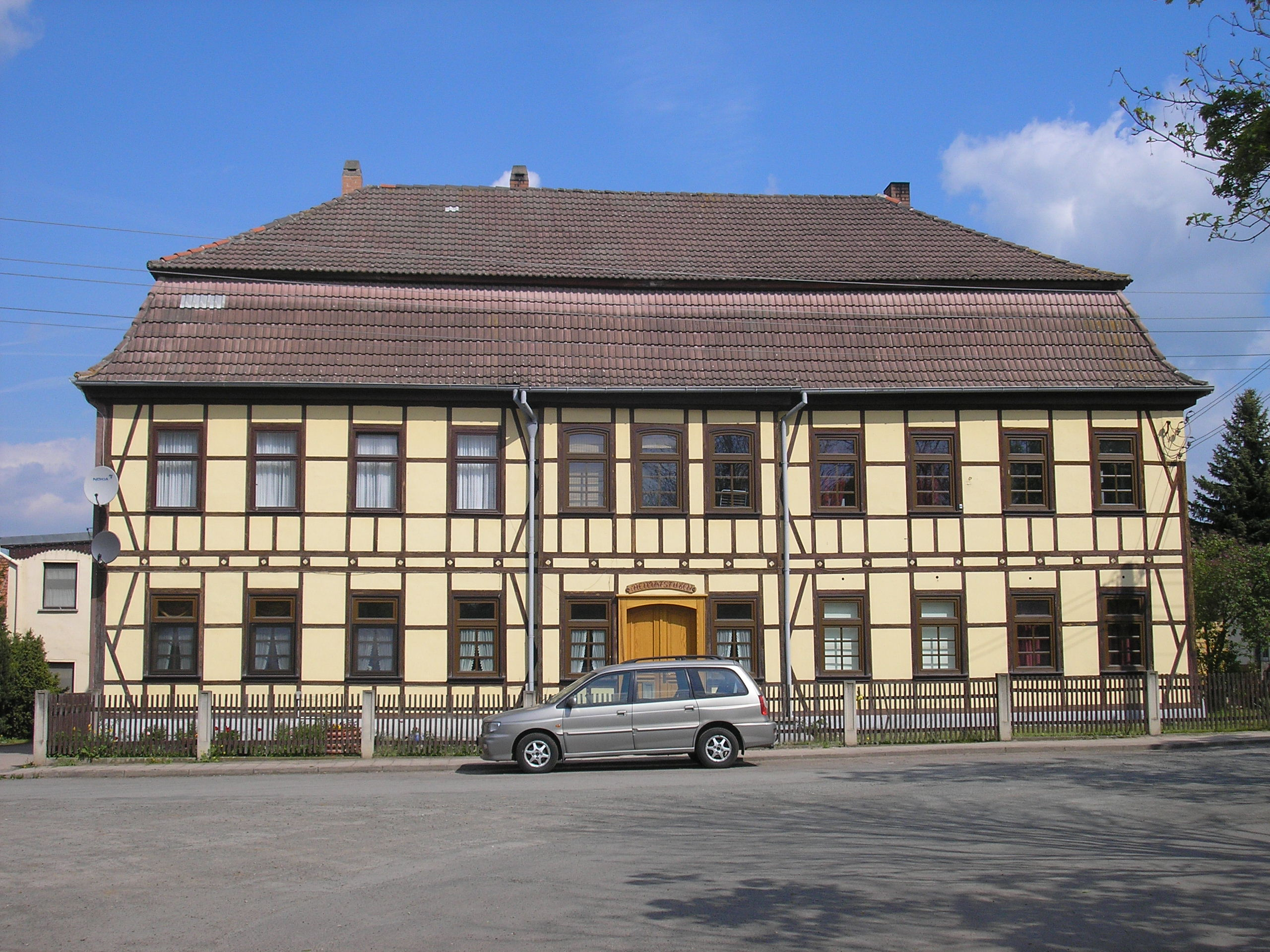
Heimatstube

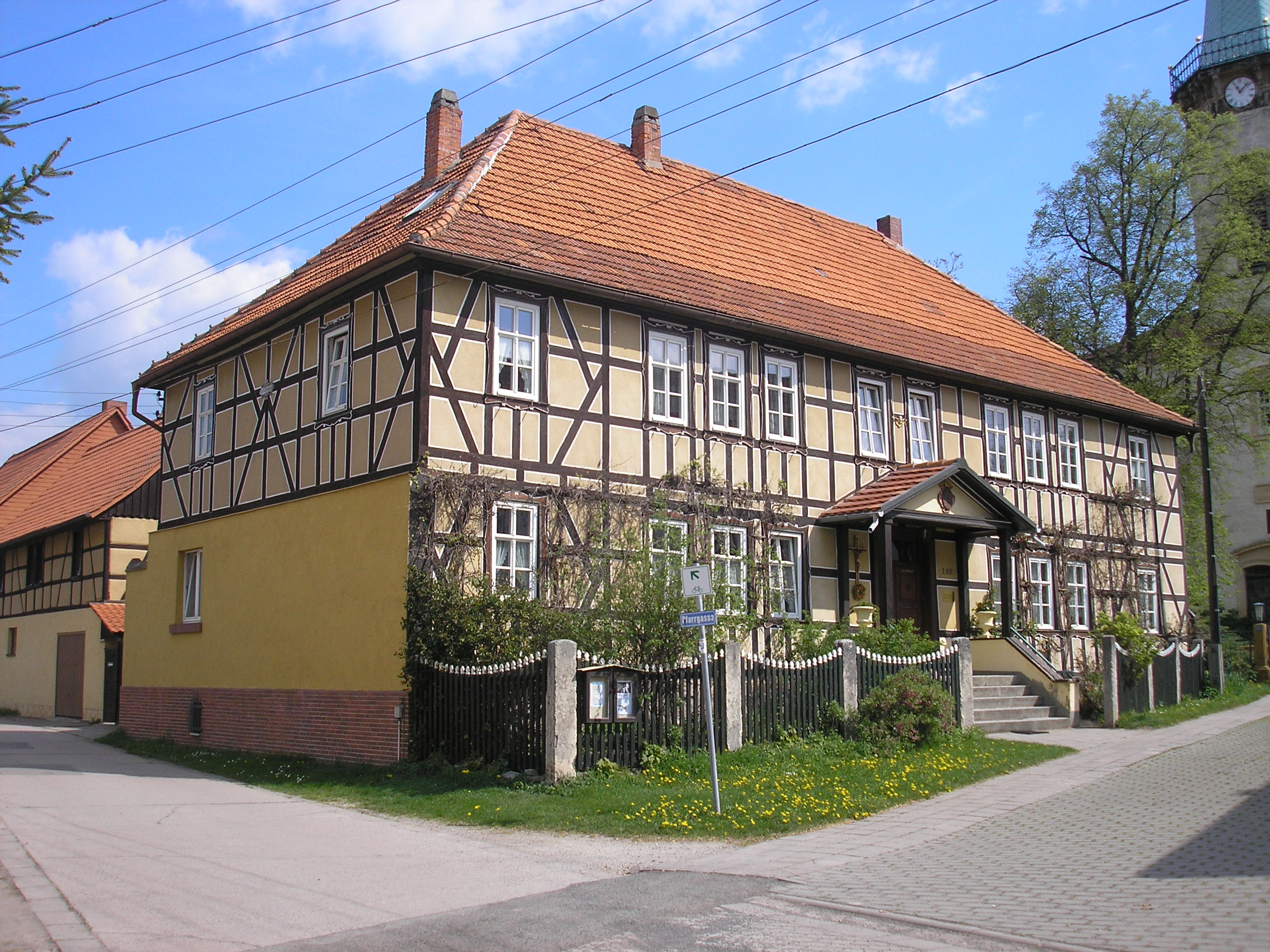
Pfarrhaus

Der Ort ist über die Region hinaus bekannt durch das „Priorat Sankt Wigberti“. Dies ist ein approbiertes lutherisches Kloster benediktinischer Ausrichtung. Hier beten und arbeiten evangelisch-lutherische und römisch-katholische Mönche nach der Regel des Hl. Benedikt.
Das in den Klosterbereich einbezogene historische Pfarrhaus von 1750 war dem Verfall nahe, als es ab 1973 von den Mönchen wiederaufgebaut wurde. 1984 wurde der Bau der Marienkapelle auf dem Kirchhof vollendet. Der Bau der übrigen Gebäude erfolgte zwischen 1989 und 2001.
Die Klosterkirche St. Wigbert ist gleichzeitig die Dorfkirche von Werningshausen. Das Kirchenschiff stammt von 1773–1776, der Kirchturm von 1841. An dieser Stelle standen vordem bereits drei frühere Kirchen. Die Kirche war nach Beschädigungen durch Artilleriebeschuss im April 1945 und durch Vernachlässigung im Jahre 1973 „dem Abriß näher als dem Wiederaufbau“ und sollte, wie die Kirche in Vehra, dem Nachbarort. Nachdem der Wiederaufbau durch die Brüder und die Dorfgemeinschaft in nur neun Monaten erfolgt war, konnte die Kirche 1974 erneut geweiht werden. Das 2001 vollendete, jetzt sechsstimmige Geläut gilt als „das schönste Geläut in Thüringen“. Seit 1974 wurde die Kirche mehrfach renoviert und verschönert, zuletzt 2007. Die Orgel mit 23 Registern aus dem Jahre 2004 stammt aus dem Hause Speith-Orgelbau.
Das Kloster St. Wigberti ist Anziehungspunkt für viele Besucher.
Die Klosterbrüder haben sich nicht nur um Kirche und Pfarrhaus von Werningshausen selber verdient gemacht, sondern – besonders zur DDR-Zeit – über 30 Kirchen in der Region restauriert, zum Teil gerettet.
Die Cux-Mühle ist eine frühere Wassermühle – mit noch vorhandener technischer Ausrüstung – im Süden des Ortes. Das Hauptgebäude ist von 1933, die übrigen Gebäude – bis auf einen Anbau aus DDR-Zeit – wesentlich älter und im Fachwerkstil errichtet. Die Cux-Mühle wird, kurz vor deren Einmündung in die Gramme, von der Schmalen Gera angetrieben und speist heute Strom ins Netz.

## Umgebung
Südlich des Ortes findet sich eine noch erhaltene Auenlandschaft von Gramme und Schmaler Gera, südöstlich hingegen der langgezogene Weinberg mit Kirschbäumen.

## Persönlichkeiten
- Johann Valentin Eckelt (* Anfang Mai 1673 in Werningshausen; † am 18. Dezember 1732 zu Sondershausen), Meister im Orgelspiel und Musikgelehrter
- Friedrich Christian Gottlieb Perlet (1767–1828), Subkonrektor am Gymnasium in Eisenach und Philologe
- Johann Simon Schlimbach (* 1803 in Wechmar; † 1856 in Werningshausen): Lehrer in Werningshausen, Chronist, Genealoge, schuf Veranschaulichungstafeln für den Unterricht. Die 1998 geschlossene Grundschule des Ortes trug ab 1992 seinen Namen.
- Johann Christian Friedrich Adolf Wandersleb (* 1810 in Werningshausen; † 1884): Musiker, Komponist, Herzoglicher Musikdirektor am Hof in Gotha, „Der Vater der Thüringer Sänger und Gesangsfeste“[6]
- Gustavus Behne (* 1828 in Werningshausen; † 1895 in Fürstenfeldbruck): deutschamerikanischer Porträt-, Historien-, Landschafts- und Stilllebenmaler der Düsseldorfer und Münchner Schule
- Gustav Zahn (* 1846 in Werningshausen; † 1922 in Friedrichroda): naturwissenschaftlicher Lehrer, über Jahrzehnte am Seminar in Gotha, schuf die bekannte dortige Lehrmittelsammlung. Hauptwerk: „Unsere Gebietsflora“
- Rüdiger Schnuphase (* 1954 in Werningshausen), ehemaliger Fußballspieler, 45 Länderspiele für die DDR